# Alice Creek (Wiencke-Insel)
Der Alice Creek (französisch Crique Alice, Havre Alice, spanisch Caleta Alicia, Caleta Alice)  ist eine Nebenbucht im südlichen Teil des Port Lockroy auf der Wiencke-Insel im Palmer-Archipel westlich der Antarktischen Halbinsel.
Teilnehmer der Vierten Französischen Antarktisexpedition unter der Leitung des Polarforschers Jean-Baptiste Charcot benannten sie nach der Ehefrau von Édouard Lockroy (1840–1913), einem französischen Politiker und Vizepräsidenten der Abgeordnetenkammer, der Charcot dabei half, die Unterstützung der französischen Regierung für seine Expedition zu gewinnen.